# Pollution ponctuelle

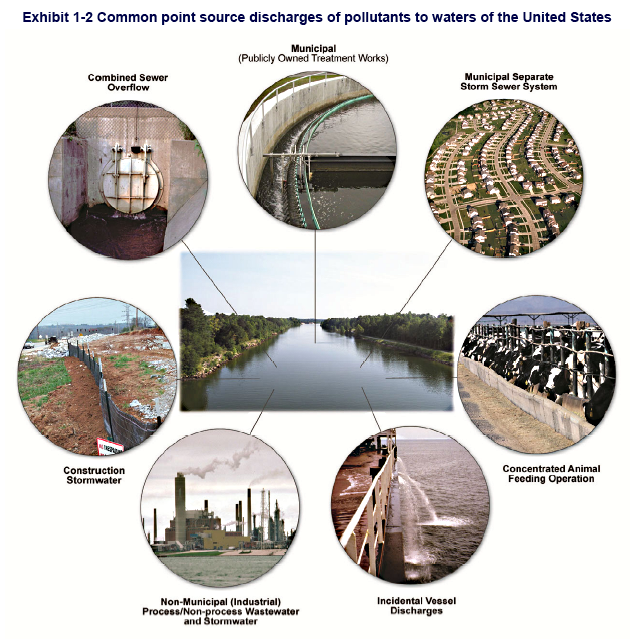
Sources ponctuelles de pollution de l'eau

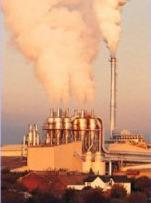
Sources ponctuelles de pollution atmosphérique

Une pollution ponctuelle ou source ponctuelle de pollution (en anglais : Point source pollution) est une source unique identifiable, comme par exemple la pollution de l'air, de l'eau, thermique, sonore ou lumineuse.

## Sources
Une source ponctuelle (en)  a une étendue négligeable, ce qui la distingue des autres géométries de source de pollution (comme pollution diffuse (en) ou une source étendue (en)). Les sources sont appelées sources ponctuelles car dans la modélisation mathématique, elles peuvent être approximées comme un point mathématique pour simplifier l'analyse. Les sources ponctuelles de pollution sont identiques aux autres sources ponctuelles de physique, d'ingénierie, d'optique et de chimie et comprennent :
- Pollution atmosphérique due à une source industrielle (plutôt qu’à un aéroport ou à une route, considérée comme une source linéaire (en), ou à un incendie de forêt, qui est considérée comme une source de surface ou une source volume de pollution (en)) [2]
- Pollution de l'eau des usines, des centrales électriques, des stations d'épuration municipales et de certaines exploitations (Concentrated animal feeding operation (en))[3]. Le Clean Water Act des États-Unis définit également les réseaux d'égouts pluviaux séparés municipaux et les rejets d'eaux de ruissellement industrielles (comme les chantiers de construction) comme des sources ponctuelles[4].
- Pollution sonore par un moteur à réaction[5],[6];
- Vibrations sismiques perturbatrices issues d'une étude sismique localisée[7];
- Pollution lumineuse due à un réverbère[8];
- Émissions radio d'un appareil électrique produisant des interférences.